# Scaphiostreptus punctulatus
Scaphiostreptus punctulatus är en mångfotingart som beskrevs av Carl Graf Attems 1910. Scaphiostreptus punctulatus ingår i släktet Scaphiostreptus och familjen Spirostreptidae. Inga underarter finns listade i Catalogue of Life.